# Aphyosemion decorsei
Aphyosemion decorsei es una especie de pez de la familia de los aplocheílidos en el orden de los ciprinodontiformes.

## Morfología
Los machos pueden alcanzar los 5 cm de longitud total.

## Distribución geográfica
Se encuentran en África: República Centroafricana y, possiblement también, el norte de la República Democrática del Congo.